# Le Grand Meaulnes
Le Grand Meaulnes é o único romance do escritor francês Alain-Fournier, que morreu pouco depois, em 1914, num dos primeiros enfrentamentos da Primeira Guerra Mundial. No livro, François Seurel, aos 15 anos, narra a história do seu relacionamento com o amigo Augustin Meaulnes, de 17 anos, que procura o seu amor perdido. Impulsivo, imprudente e heróico, Meaulnes encarna o romantismo ideal, a busca do inalcançável e o misterioso mundo entre a infância e a idade adulta. No Brasil, tanto o livro quanto o filme por ele inspirado receberam o título de “O Bosque das Ilusões Perdidas”, em Portugal o livro intitula-se “O Grande Meaulnes”.

## Enredo
François, o narrador do livro, é o filho do Sr. Seurel, um diretor de escola numa aldeia de Sologne, uma região de lagos e florestas arenosas. Depois de chegar à escola, o seu amigo Augustin Meaulnes, que vem de uma família pobre, logo desaparece. Quando ele retorna, relata ter ido a uma festa "mágica" e de uma fantasia incrível, onde conheceu a garota dos seus sonhos, Yvonne de Galais, e passa a procurá-la romântica e insistentemente.

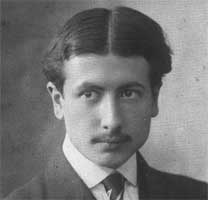
Alain Fournier em 1905

## Adaptações
Le Grand Meaulnes foi produzido pelo programa da BBC Radio 4 Book at Bedtime, em 1980 e nova edição em 1999. Uma série em dois capítulos por Jennifer Howarth foi para o ar como Classic Serial em Agosto de 2005.
O livro foi adaptado em filme com o mesmo título por Jean-Gabriel Albicocco em 1967. Outra adaptação para o cinema, “Le Grand Meaulnes”, foi lançada em novembro de 2006, interpretado pelo actor Jean-Baptiste Maunier.
Le Grand Meaulnes é a 4ª Sinfonia composta por Michel Bosc.
Richard Anthony transformou o romance em canção pop.

## Traduções e edições em língua portuguesa
- A Editora Nova Fronteira fez a 1ª edição em 1977 (1ª edição), sob a tradução de Maria Helena Trigueiros, a 2ª edição em 1979 (Coleção Grandes Romances), depois em 1984.
- O Círculo do Livro, com direitos adquiridos pela Nova Fronteira, fez edições em 1981, 1982, 1989.
- A Abril Cultural o publicou em sua Coleção Grandes Romancistas, em 1985.